# Hranice (district de České Budějovice)
Pour les articles homonymes, voir Hranice (homonymie).
Hranice  (en allemand : Julienhain) est une commune du district de České Budějovice, dans la région de Bohême-du-Sud, en République tchèque. Sa population s'élevait à 207 habitants en 2023.

## Géographie
Hranice se trouve à 9 km au nord-est de Nové Hrady, à 33 km au sud-est de České Budějovice et à 142 km au sud-sud-est de Prague.
La commune est limitée par Suchdol nad Lužnicí au nord, par Dvory nad Lužnicí à l'est, et par Nové Hrady sud, à l'ouest et au nord-ouest.

## Histoire
La première mention écrite du village date de 1791.

## Galerie

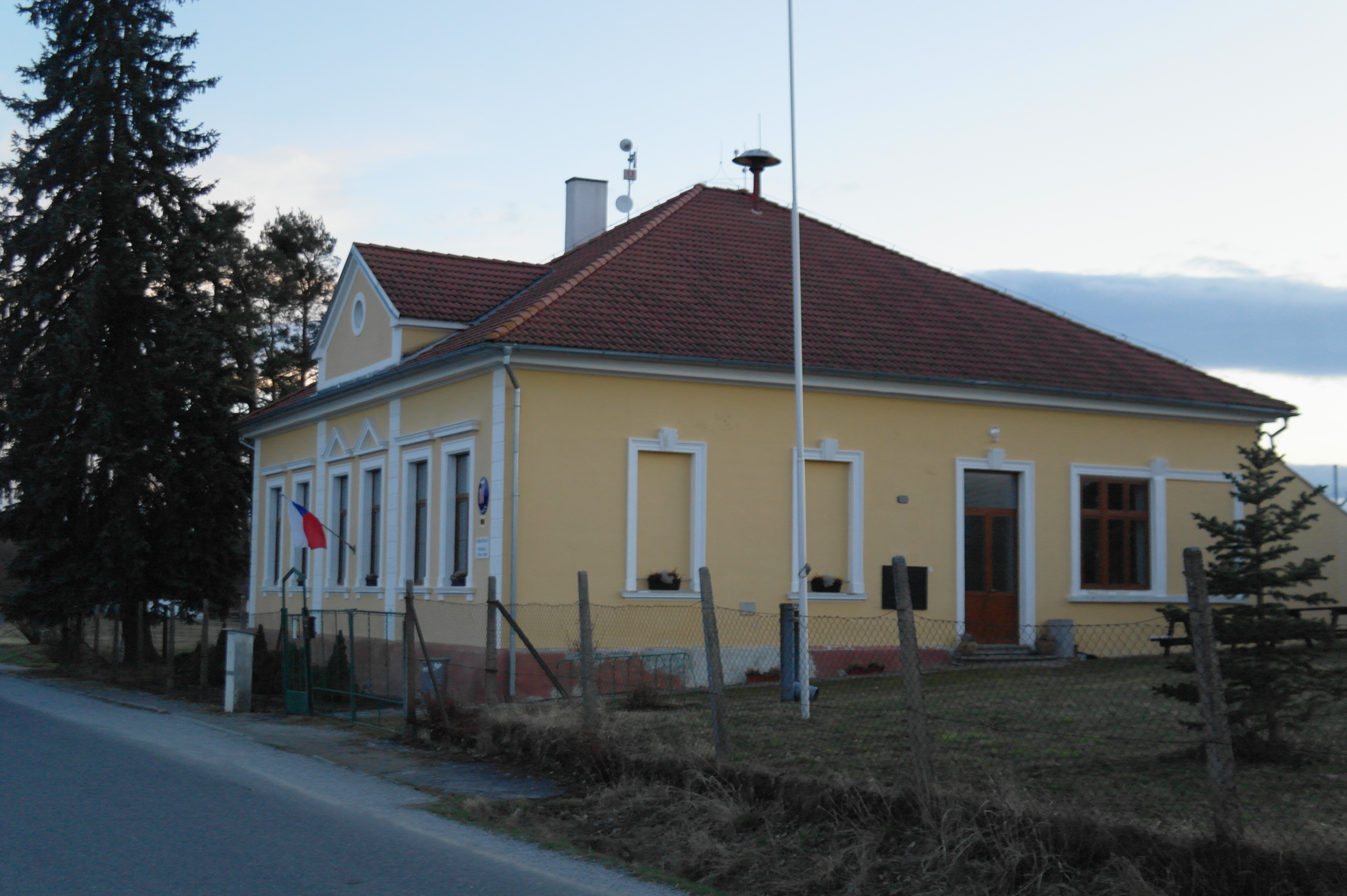
Hranice : la mairie.

## Transports
Par la route, Hranice se trouve à 16 km de Gmünd (Autriche), à 45 km de České Budějovice et à 169 km de Prague.